# Sierra de Callosa
Die Sierra de Callosa ist ein Gebirgsstock in Spanien und Teil der Betischen Kordillere. Sie liegt im Gemeindegebiet von Callosa de Segura in der Provinz Alicante, die wiederum zur Valencianischen Gemeinschaft gehört. Die höchste Erhebung, La Cruz de En Medio, erreicht eine Höhe von 578 m.
Die Sierra de Callosa ist von einer fruchtbaren Ebene umgeben, die vom Río Segura bewässert wird. In der Sierra gibt es Siedlungsreste aus der El-Argar-Kultur sowie aus den Zeiten der Iberer, Römer und der muslimischen Herrschaft. Das archäologische Museum in Callosa de Segura zeigt Fundstücke aus der Sierra de Callosa.